# Hydroporus discretus
Hydroporus discretus é uma espécie de insetos coleópteros pertencente à família Dytiscidae.
A autoridade científica da espécie é Fairmaire & Brisout, tendo sido descrita no ano de 1859.
Trata-se de uma espécie presente no território português.